# Jean-Jacques Glassner
Jean-Jacques Glassner es un historiador francés nacido en 1944 en Bischwiller (Alsacia). Es un especialista del mundo mesopotámico y de la escritura cuneiforme.

## Biografía
Durante sus estudios en la Universidad de París I, se dedicó a la asiriología.
Posteriormente, enseñó en las universidades de Ginebra, Poitiers, Estrasburgo y Jerusalén. Profesor de la Escuela de Estudios Superiores en Ciencias Sociales (EHESS), es también director de investigación del CNRS, donde dirige la Unidad de Arqueología y Ciencias Antiguas de Nanterre.
Su investigación se ha centrado más específicamente en la escritura cuneiforme. En 2006 se publicó bajo su dirección la versión francesa del Dictionnaire archéologique de la Bible (París, Hazan).

## Publicaciones
- La Chute d'Akkadé. L'événement et sa mémoire, Berlin, D. Reimer, 1986.
- Chroniques mésopotamiennes, présentées et trad. par Jean-Jacques Glassner, Paris, Les Belles Lettres, 1993.
- Écrire à Sumer. L'invention du cunéiforme, Paris, Éditions du Seuil, 2000.
- La Mésopotamie, Paris, les Belles lettres, 2002.
- La Tour de Babylone. Que reste-t-il de la Mésopotamie ?, Paris, Éditions du Seuil, 2003.
- (dir.) Dictionnaire archéologique de la Bible, sous la direction d'Abraham Negev et Shimon Gibson pour l'édition anglaise Archaeological encyclopedia of the Holy land ; édition française sous la direction de Jean-Jacques Glassner ; traduction de l'anglais, Marianne et Nicolas Véron ; photographies de Zev Radovan et Erich Lessing, Paris, Hazan, 2006 ISBN 2-85025-907-1.
- Essai pour une définition des écritures, Paris, Revue L'Homme, 2009.